# 유대형
유대형(1985년 1월 19일 ~ )은 대한민국의 배우이다.

## 출연작

### 영화
- 《우리의 마지막 추억》 (2019년)
- 《호흡》 (2019년) - 펜션 청년 역
- 《글로리데이》 (2015년) - 야구부선배 역
- 《소셜포비아》 (2015년) - 병무 역
- 《들개》 (2014년) - 필균 역
- 《군대 가는 남자》 (2013년) - 폭주족 역
- 《혈투》 (2012년)
- 《Keep Quiet》 (2011년) - 광호 역
- 《아이스크림》 (2009년)